# 轮叶马先蒿宽裂亚种
轮叶马先蒿宽裂亚种（学名：Pedicularis verticillata sp. latisecta）为玄参科马先蒿属下的一个亚种。

## 扩展阅读
- 維基物種上的相關：轮叶马先蒿宽裂亚种